# William Ames
William Ames (Ipswich, 1576 – 14 novembre 1633) è stato un teologo e predicatore inglese naturalizzato olandese.
William Ames, in latino: Guilelmus Amesius (Amesio), nasce nel 1576 a Ipswich nel Suffolk (Inghilterra), suo padre era un mercante simpatizzante per la causa dei Puritani, sua madre era parente di coloro che più tardi sarebbero stati i "Padri pellegrini", giunti a Plymouth (Massachusetts) nel 1620. Morti prematuramente i suoi genitori, viene preso in carico da uno zio di Boxford ed avviato generosamente a studi superiori.
Dopo aver studiato al Christ's College di Cambridge (1598-1601) vi rimane poi come docente, quale successore di Edmund Barwell nel 1609. Cambridge, a quel tempo, era molto influenzata dalla predicazione e gli scritti di Thomas Cartwright (1535-1603), William Perkins (1558-1602), e John Preston (1587-1628).
Da studente si converte alla fede evangelica dopo aver udito la predicazione del puritano William Perkins e, per tutta la sua vita, sarebbe poi stato associato al Puritanesimo. Diventa non solo discepolo, ma anche amico del Perkins.
A causa delle sue idee puritane, viene espulso da Cambridge nel 1610, evento che pregiudica definitivamente la sua carriera in Inghilterra. Critica il cerimonialismo e l'esteriorità della chiesa stabilita e soffre a causa delle persecuzioni intentate dal re Giacomo I e dall'arcivescovo Bancroft, soprattutto per aver tradotto l'opera di William Bradshaw English Puritanism, che presentava il riformismo radicale di questo movimento.
Ames si rifugia così nei Paesi Bassi, unendosi alla vasta comunità locale di rifugiati inglesi e scozzesi. Durante gli anni della sua emigrazione, serve prima come cappellano militare e poi come professore di teologia all'università di Franeker (1622-1633), dove aveva conseguito un dottorato in teologia. È un convinto calvinista e si oppone all'Arminianesimo, che considera una grave deviazione dalla fede riformata. La sua reputazione lo porta al Sinodo di Dordrecht (1618-1619) dove serve come consulente del presidente del Sinodo. Muore a Rotterdam.
È spesso conosciuto come "l'erudito dottor Ames" per la sua grande statura intellettuale fra i puritani, congiungendo la dottrina calvinista, filosofia ramista (da Petrus Ramus) e la teologia pratica puritana. Le sue opere più note sono: The Marrow of sacred Divinity (Il midollo della teologia sacra (1627, in latino ed inglese) e Coscienza (o Casi di coscienza, 1630, pure in latino ed inglese). Entrambe le opere sono state ripetutamente pubblicate durante il XVII secolo, e Il midollo ancora in tempi recenti (1968). Scrive molti libri contro l'arminianesimo olandese e contro il sistema episcopale in Inghilterra.
Ames sottolinea come la teologia debba congiungere l'ortodossia dottrinale (che definisce calvinistica) e la pratica morale. Divide la teologia in una dicotomia ramista: fede ed osservanza. Nella pratica ecclesiale sperimenta nuove idee. Crede nell'esigenza di avere comunità cristiane indipendenti formate da membri volontari, ma non nel separatismo. È uno dei fondatori, fra i puritani, del Congregazionalismo.
Poco prima della sua morte accetta di diventare co-pastore della comunità evangelica di lingua inglese di Rotterdam. Essa diventerà una delle prime chiese congregazionaliste (1632). Ames gode di una grande reputazione fra i puritani non conformisti inglesi e fra quelli della Nuova Inghilterra. Cotton Mather di Boston lo chiama: "Quel profondo, quel sublime, quel sottile, quell'indisputabile, sì, quel grande dottore angelico". Di fatto è conosciuto e citato soprattutto fra i puritani del nuovo mondo forse più che Lutero e Calvino messi insieme. Cotton Mather aveva affermato che se uno studente di teologia non avesse avuto altro che la Bibbia e "Il midollo" sarebbe diventato il più abile fra i ministri di Dio.
Jonathan Edwards, teologo americano del XVIII secolo, spesso iniziava le sue predicazioni con citazioni tratte da William Ames.